# Roberto Ayala
Roberto Fabián Ayala (Paraná, 14 de abril de 1973) é um ex-futebolista argentino que atuava como zagueiro.

## Carreira
Revelado em 1991 pelo Club Ferro, em 1994 foi contratado pelo River Plate, onde atuou por duas temporadas. Migrou para o futebol europeu em 1995, chegando ao Napoli para substituir Fabio Cannavaro, vendido ao Parma por causa dos problemas financeiros do time.
Com o destaque nos Gli Azzurri, Ayala foi contratado pelo Milan em 1998, permanecendo no clube de Milão até 2000, quando migrou para o Valencia. Pelo clube espanhol, onde jogou por sete anos, o zagueiro tornou-se ídolo e conquistou dois títulos da La Liga, nas temporadas 2001–02 e 2003–04, além da Copa da UEFA de 2003–04. No total, atuou em 248 partidas e marcou 12 gols pelos Los Che.
Após deixar o Valencia em 2007, Ayala chegou a um acordo para jogar no Villarreal, mas não teve a transferência oficializada; assim, acabou sendo contratado pelo Zaragoza no dia 14 de julho. Permaneceu no clube de La Romareda até o final de 2009, quando acertou seu retorno ao futebol argentino e foi anunciado pelo Racing.
No dia 31 de dezembro de 2010, aos 37 anos, o zagueiro anunciou que não renovaria seu contrato com o Racing e confirmou que se aposentadoria dos gramados em 2011.

## Seleção Nacional
Pela Seleção Argentina, Ayala disputou três Copas do Mundo FIFA: na de 1998, realizada na França, foi convocado por Daniel Passarella; na de 2002, disputada na Coreia do Sul e no Japão, foi chamado pelo técnico Marcelo Bielsa; já na de 2006, realizada na Alemanha, foi convocado por José Pékerman.
Participou também de duas Olimpíadas, em 1996 e 2004, onde sagrou-se campeão. Também disputou quatro edições da Copa América, sendo a última a de 2007, realizada na Venezuela. Nomeado capitão pelo treinador Alfio Basile, Ayala vinha fazendo uma boa competição; o zagueiro havia sido titular em quatro das cinco partidas da Argentina até então. No entanto, na final realizada no dia 15 de julho, contra o Brasil, Ayala teve uma péssima atuação, marcou um gol contra e a favorita Argentina foi derrotada por 3 a 0. Ao final da partida, o zagueiro anunciou que seu ciclo na Seleção chegava ao fim. No total, atuou em 116 jogos e marcou sete gols pela Albiceleste.

## Títulos
River Plate
- Campeonato Argentino (Apertura): 1994

Milan
- Serie A: 1998–99

Valencia
- La Liga: 2001–02 e 2003–04
- Copa da UEFA: 2003–04

Seleção Argentina
- Jogos Pan-Americanos: 1995
- Olimpíadas: 2004